# Narcissus hedraeanthus
Narcissus hedraeanthus är en amaryllisväxtart som först beskrevs av Philip Barker Webb och Theodor Heinrich von Heldreich, och fick sitt nu gällande namn av Miguel Colmeiro. Narcissus hedraeanthus ingår i släktet narcisser, och familjen amaryllisväxter. Inga underarter finns listade i Catalogue of Life.